# ウィリアム・デソブリー
ウィリアム・ロバートソン・デソブリー（William Robertson Desobry, 1918年9月11日 - 1996年1月12日）は、アメリカ合衆国の軍人。第二次世界大戦の頃から野戦指揮官としてアメリカ陸軍に勤務し、ベトナム戦争の際には軍事顧問としてベトナム共和国（南ベトナム）に派遣された。そのほかにいくつかの師団や軍団の指揮官、機甲戦センター司令官、XM-1戦車タスクフォース(XM-1 Tank Task Force)の議長などを歴任した。最終階級は中将。

## 経歴
1918年、陸軍大佐の息子として生を受ける。彼はイリノイ州シカゴの高校に通い、1936年にはハワイ州ホノルルのプナホウ大学を卒業している。1941年、ジョージタウン大学を卒業して理学士号を受け、また在学中に予備役将校訓練課程(ROTC)を修了していた為、卒業後に陸軍士官として任官した。
1944年12月の記事で、ジョン・マクマナスはデソブリー（当時少佐）を次のように紹介している。
彼は身長6フィート4インチ、体重160ポンドの痩せた男で、歴戦の兵隊の息子である。陸軍士官学校ではなくジョージタウン大学への進学を選んだ為に家族の中の「反逆者」と見なされていた。ROTCを経て1941年に陸軍士官に任官。わずか4年後、その短い軍歴にもかかわらず持ち前のリーダーシップを発揮して第20機甲歩兵大隊の指揮官として海外へと派遣されることとなった。彼の戦場での働きは実に見事と評判であった。現在、彼は325人の兵隊と15両の戦車からなる混成任務部隊を率いており、この部隊はチーム・デソブリーと通称されている。

### 第二次世界大戦
第二次世界大戦中、デソブリーは第29歩兵連隊および第10機甲師団に勤務し、ヨーロッパ作戦戦域へと派遣されている。第10機甲師団の一員として参加したバストーニュの戦いでは、彼はチーム・デソブリーとして知られる機甲・歩兵混成のタスクフォースを率いた。その後、イッベンビューレン方面で負傷してドイツ軍の捕虜となり、野戦病院に送られた。1945年春、捕虜収容所から解放される。バルジの戦いを生き延びた復員兵でもあるアメリカの戦史家チャールズ・B・マクドナルドは、1997年の著書『A Time for Trumpets』の中で、苛烈な近接戦闘および白兵戦を戦ったチーム・デソブリー隊員およびデソブリー少佐の英雄的な働きについて触れている。

### 終戦後
デソブリーは中佐の階級で帰国し、アラバマ州のフォート・ルッカーやフォート・マクレラン、陸軍省情報部（G2）などに勤務した。1946年7月、再びヨーロッパへと派遣され、在オーストリア米軍第3軍司令部人事部（G1)に勤務した。1950年に帰国すると陸軍指揮幕僚大学に出席し、その後は教官として4年間勤務した。1955年、第2機甲師団C戦闘団(Combat Command C)の指揮官としてドイツに派遣され、第2機甲師団参謀長や第5軍団作戦部（G3）に勤務。1958年には帰国して国防大学に出席し、1959年に卒業。その後、陸軍省議会連絡部に配属され、作戦計画課で3年間勤務した。1962年、陸軍大学校の教官に任命され、課程監督(Course Director)、主任教官(Chairman of a Faculty Group)、戦略学科主任(Chairman of the Department of Strategy)などの役職を務めている。

### ベトナム戦争
1965年8月から1966年6月、デソブリー大佐は南ベトナム軍事援助司令部(MACV)に勤務した。デソブリーはジョージ・バートン大佐の元、ベトナム共和国陸軍第4軍団付の上級顧問補(Deputy Senior Advisor)としてメコンデルタ方面で活動した。1966年6月3日、デソブリー准将は第4軍団上級顧問(Senior Advisor)に就任。デソブリーはベトナムに2年間駐在し、その間に彼と彼が率いる顧問団は4回の大規模な作戦（防衛1回、攻勢3回）に参加した。第4軍団および同軍団が防衛に責任を持つ第4軍管区は1960年代から1970年代初頭にかけて南ベトナムにおける主要な軍事的・行政的区分の1つであり、メコンデルタのカントーに司令部を設置していた。第4軍管区はその地形と戦略的重要性から、ベトコンを始めとするゲリラや小部隊ではなく、人民軍主力による大規模な攻撃に晒されることが多かった。1967年には大規模なゲリラ掃討作戦（デックハウス・ファイブ作戦）の発動にあわせて米第9歩兵師団が派遣されたが、それ以前には少数のグリンベレーおよび第3機動河川部隊のみが第4軍管区に展開するアメリカ軍戦力であり、ほとんどの時期において防衛と攻撃の主力は南ベトナム側戦力であった。1968年1月14日、ジョージ・S・エックハード少将(George S. Eckhardt)に職を引き継いだデソブリー准将はベトナムを離れた。これは北ベトナム側の大攻勢、テト攻勢が発動されるわずか3週間前のことであった。

### 冷戦期

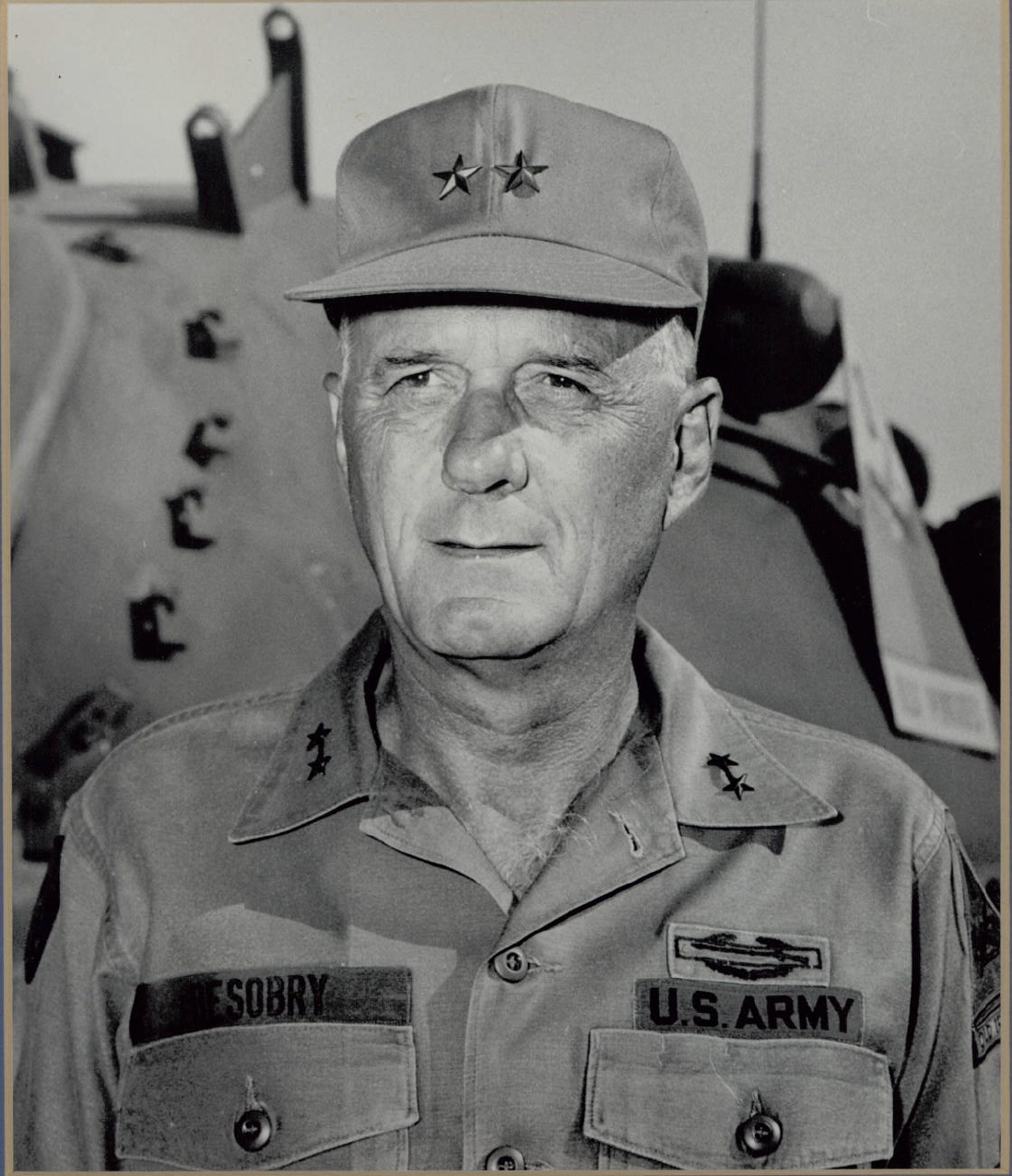
作業服姿のデソブリー少将（1975年）

帰国後、デソブリーは陸軍作戦部長（Director of Army Operations）の職についた。その後、少将に昇進したデソブリーは1969年からテキサス州フォート・フッドの第1機甲師団にて師団長の職に付き、1971年まで務めた。1971年、ケンタッキー州フォート・ノックス内の機甲戦センターおよび機甲戦学校の司令官に就任。この職にある間、彼は新型戦車XM-1の開発を担当するXM-1戦車タスクフォースの議長を務めている。
1968年、デソブリーは陸軍省の陸軍兵站研究委員会(Board of Inquiry on the Army Logistics System)に移り、その後に参謀総長事務局(Office of the Chief of Staff)の調整部長(Chief of the Coordination Division)の職を経て、陸軍参謀長補副官に就任した。1973年、デソブリー中将はウィラード・ピアソン中将(Willard Pearson)から在フランクフルトの第5軍団長の職を引き継ぐ。1975年8月24日、ロバート・フェア中将に第5軍団長の職を引き継ぎ、同年中に退役した。

### 退役後
退役後もデソブリーは機甲戦研究の第一人者であり、1989年にはその業績を讃えられ騎兵・機甲戦協会から殿堂入り金メダルを贈られている。
1996年1月12日、テキサス州サンアントニオにて死去。フォート・サム・ヒューストン国立墓地に埋葬された。

## 私生活
デソブリーは1942年8月22日にジャクリーン・キース(Jacqueline Keyes)とアリゾナ州ツーソンにて結婚式を上げており、6人の子供をもうけた。ジャクリーン・キース・デソブリーは2011年9月10日にサンアントニオにて死去した。

## 受章・階級歴
デソブリーはアメリカ陸軍の将校として以下の勲章等を受章している。
| 階級      | 昇進日         |
| --------- | -------------- |
| 少尉(2LT) | 1941年5月29日  |
| 中尉(1LT) | 1942年6月19日  |
| 大尉(CPT) | 1943年2月19日  |
| 少佐(MAJ) | 1943年10月27日 |
| 中佐(LTC) | 1945年3月20日  |
| 大佐(COL) | 1965年9月2日   |
| 准将(BG)  | 1965年9月2日   |
| 少将(MG)  | 1966年9月1日   |
| 中将(LTG) | 1968年9月18日  |

| 勲章等                                                |                                                     |
|                                                       | 戦闘歩兵記章                                        |
|                                                       | 陸軍参謀識別記章                                    |
| Bronze oak leaf cluster                               | 殊勲章（柏葉章付き）                                |
|                                                       | 銀星章                                              |
| Bronze oak leaf cluster                               | レジオン・オブ・メリット（柏葉章付き）              |
| Bronze oak leaf cluster                               | 銅星章（柏葉章付き）                                |
|                                                       | エア・メダル（10回）                                |
|                                                       | 名誉戦傷章                                          |
|                                                       | 戦争捕虜章                                          |
|                                                       | アメリカ防衛従軍記章                                |
|                                                       | アメリカ従軍記章                                    |
|                                                       | 欧州・アフリカ・中東戦線記念記章                    |
|                                                       | 第二次世界大戦戦勝記念章                            |
|                                                       | 占領軍記章ドイツ章                                  |
| Bronze star                                           | 国土防衛従軍章（柏葉付）                            |
| Bronze star · Bronze star · Bronze star · Bronze star | ベトナム戦争従軍記章（4重従軍星章付）               |
|                                                       | 戦功十字章（金星・銀星章付） - ベトナム共和国勲章   |
|                                                       | 一級共和国軍名誉章 - ベトナム共和国勲章             |
|                                                       | ベトナム戦線記念記章                                |
|                                                       | 陸軍殊勲部隊章                                      |
|                                                       | 部隊功労章                                          |
|                                                       | 戦功十字章部隊章（椰子葉章付） - ベトナム共和国勲章 |